# В ад и обратно (комикс)
«В ад и обратно» (англ. Hell and Back) — ограниченная серия комиксов издательства Dark Horse Comics из девяти выпусков. Седьмой сюжет в рамках цикла «Город грехов». Позже переиздана несколько раз как графический роман.

## Сюжет
Ветеран войны Уоллас, работающий ныне художником, спасает от самоубийства актрису Эстер, а затем и влюбляется в неё. Но вскоре её похищают люди таинственной преступной организации. Уоллас вынужден пройти до Ада Города грехов и обратно, чтобы спасти свою любовь.

## Экранизация
Роберт Родригес планировал использовать эту историю как главную в фильме «Город грехов 3», который должен был получить соответственно подзаголовок «В ад и обратно». Родригес видел в роли Уолласа актёра Джонни Деппа, который также выражал интерес к участию в работе над этой серией фильмов.